# Jackie Stewart
Sir John Young Stewart, detto Jackie (Dumbarton, 11 giugno 1939), è un ex pilota automobilistico scozzese, tre volte campione del mondo di Formula 1 della quale, a seguito della scomparsa di John Surtees (2017) è il più anziano iridato vivente. In carriera prese parte a 99 Gran Premi, vincendone 27 e giungendo complessivamente 43 volte sul podio. Dopo il ritiro dalle competizioni nel 1973 ha svolto le attività di giornalista, tecnico collaudatore automobilistico, consulente pubblicitario e team manager.

## Biografia
È il secondogenito di Robert Paul "Bob" Stewart e Jeannie Young, aveva un fratello più grande di nome Jimmy.
Stewart sembrava destinato a diventare parte del mondo delle corse automobilistiche sin da bambino: suo padre possedeva una concessionaria della Austin prima e della Jaguar poi. Lo stesso padre di Stewart era un pilota di moto amatoriale e suo fratello maggiore era un pilota di talento che corse con l'Ecurie Ecosse il campionato del mondo di Formula 1 1953 oltre a numerose altre corse automobilistiche.
A 13 anni vinse una gara di tiro al piattello e in seguito divenne un membro pluripremiato della squadra di tiro scozzese. Vinse il campionato britannico, scozzese e gallese di skeet e il campionato europeo Coppa delle Nazioni. Gareggiò anche per un posto nella squadra britannica di Tiro a volo per partecipare alle Olimpiadi del 1960, dove però presenziò solo come riserva. Il suo coinvolgimento nel mondo dei motori si limitò per il momento al contatto con le attività di famiglia per cui lavorava in qualità di apprendista meccanico. L'avviamento al mondo delle corse fu naturale conseguenza di questo lavoro.

## Carriera

### Gli inizi
Nel 1961, su offerta di un cliente di suo padre, cominciò a provare delle auto da corsa e nel 1962 decise di diventare professionista dopo aver girato a Oulton Park su una Jaguar E-Type con gli stessi tempi dei piloti professionisti. In quell'anno vinse le sue prime due gare e l'Ecurie Ecosse gli offrì un volante e vinse a Goodwood su una Cooper della scuderia stessa. Nel 1963, invece, collezionò quattordici vittorie, un secondo posto e due terzi posti e solo sei ritiri. Nel 1964 firmò ancora una volta per l'Ecurie Ecosse. Ma Ken Tyrrell, allora direttore della squadra di Formula Junior della Cooper, aveva sentito parlare di lui dal direttore della pista di Goodwood e chiamò Jimmy Stewart per sentire se il fratello fosse disponibile per dei test.
Jackie si recò allora a Goodwood per questi test e gli venne affidata una nuovissima monoposto di Formula3 che stava provando anche Bruce McLaren. Subito Stewart girò più veloce di McLaren che fu costretto a tornare in pista per battere i tempi di Stewart, ma più tardi lo scozzese girò ancora più veloce. Fu allora che Tyrrell gli offrì un posto nella sua squadra, questo fu l'inizio di una collaborazione che durò per tutta la carriera di Stewart. Nel 1964 l'esordio in F3 su una Tyrrell fu folgorante. La prima gara si svolse sul bagnato e dopo due giri Stewart dominava già con 22 secondi di vantaggio, alla fine vinse la gara con ben 44 secondi sugli inseguitori.
La Cooper non si fece attendere e, dopo un paio di giorni, gli offrì un posto in F1 ma lui rifiutò per guadagnare esperienza in F3 con Tyrrell. Alla fine dell'anno mancò la vittoria in sole due gare (ritiro rispettivamente per problemi alla frizione e per un testacoda) e si laureò campione. Alla fine della stagione 1964, dopo aver provato una Jaguar E-Type e una Ferrari a Le Mans, provò una Lotus 33-Climax da F1 e le sue prestazioni impressionarono sia Colin Chapman che Jim Clark (inutile aggiungere che entrambi non si impressionavano tanto facilmente); ma ancora una volta Stewart rifiutò la F1 per correre in Formula 2 sempre su una Lotus.

### I primi anni in Formula 1 (1965-1967)

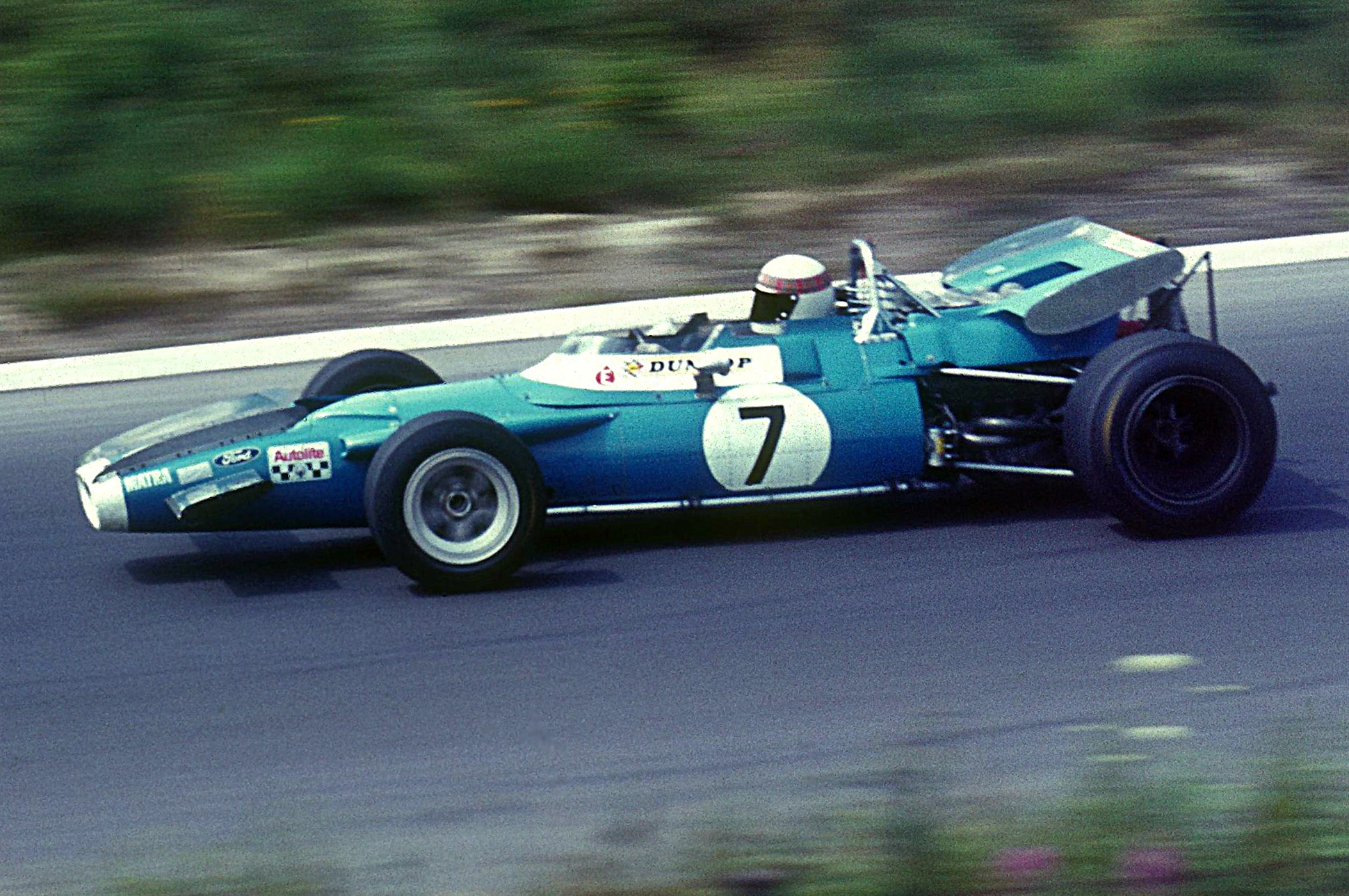
Jackie Stewart con la Matra-Cosworth al Nürburgring nel 1969.

Nel 1965 Stewart esordì in Formula 1 con la BRM, al fianco di Graham Hill e al volante della competitiva P261. Lo scozzese arrivò sesto all'esordio in Sudafrica, ottenendo il suo primo punto in carriera, e già all'appuntamento successivo a Montecarlo colse il terzo posto, salendo per la prima volta sul podio. Fu una prima stagione straordinaria per Stewart, che salì sul podio altre quattro volte, collezionando tre secondi posti e la sua prima vittoria in carriera, al Gran Premio d'Italia, e il terzo posto in classifica finale, dietro solamente al compagno Hill e all'impredibile Lotus del connazionale Jim Clark.
L'anno successivo i due piloti BRM debuttarono alla 500 Miglia di Indianapolis, entrambi alla guida di una Lola, dominando la gara americana. Stewart fu capace di imporre un ritmo tale da avere a un certo punto un giro di vantaggio sul compagno di squadra, ma a otto giri dalla fine fu costretto al ritiro da un guasto alla pompa di raffreddamento, lasciando la vittoria a Hill. Nonostante entrambi fossero al debutto, la performance dello scozzese impressionò talmente il pubblico americano che gli fu conferito il premio Rookie of the Year.
Il campionato di Formula 1 del 1966 iniziò subito con una vittoria a Monaco, ma successivamente la BRM iniziò ad avere numerosi problemi di affidabilità che portarono Stewart a tagliare il traguardo in appena altre due occasioni, in Olanda e in Belgio, ottenendo rispettivamente un quarto e un quinto posto. La stagione terminò quindi con appena 14 punti e il 7º posto finale. L'anno successivo i risultati furono addirittura peggiori, con ben 9 ritiri in 11 gare, appena 10 punti (arrivò secondo a Spa-Francorchamps e terzo a Le Mans) e il 9º posto in classifica generale. Tuttavia partecipò con successo anche a gare di minore importanza come le Tasman Series e 1966 Rothmans 12 Hour International Sports Car Race.

### I successi con Ken Tyrrell (1968-1973)

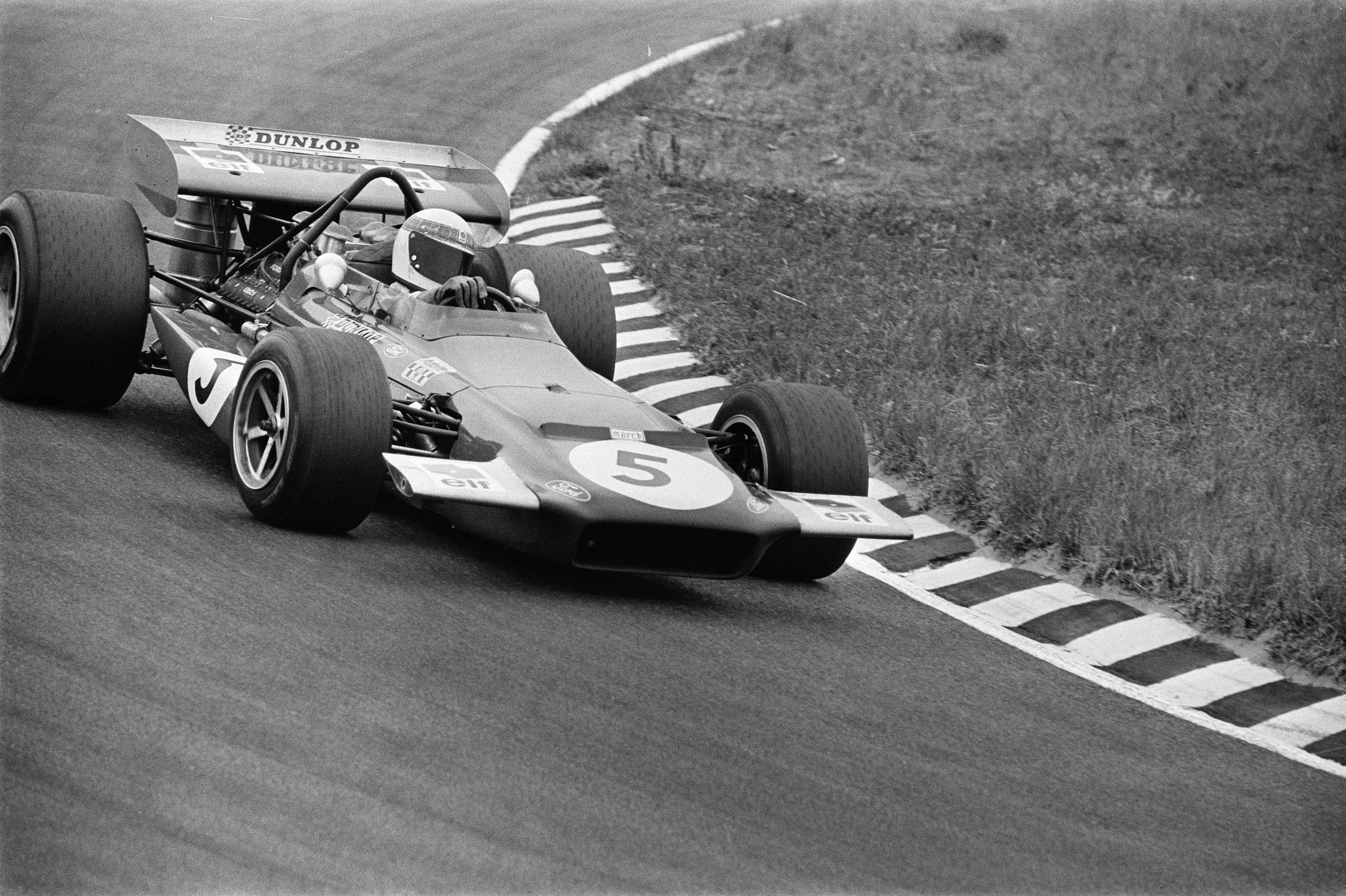
Jackie Stewart al volante della March 701 al Gran Premio d'Olanda 1970.

Il 1968 fu l'anno del ritorno alla scuderia di Ken Tyrrell che al momento schierava nel mondiale di F1 delle Matra MS10-Cosworth. Il suo talento, unito alle gomme Dunlop di nuovo tipo, gli permisero di vincere a Zandvoort sotto un diluvio e al Nürburgring nella nebbia, dove si impose con un distacco di quattro minuti sul secondo. Quest'ultima gara è considerata uno dei suoi capolavori. Vinse ancora a Watkins Glen, ma non partecipò alle gare di Spagna e Monaco, a causa di un infortunio rimediato in F2 al GP di Spagna, e si ritirò al Gran Premio del Messico, a causa di un guasto meccanico, cosicché dovette cedere la vittoria del mondiale a Graham Hill.
Il 1969 fu l'anno della consacrazione. Sempre con la Matra di Ken Tyrrell, Stewart mostrò una superiorità schiacciante in più di un'occasione. Vinse con due giri di vantaggio in Spagna, con più di un minuto in Francia e con più di un giro a Silverstone. Vinse poi in Sudafrica, Olanda e Italia e si laureò così campione del mondo e, fino al titolo di Alonso del 2005, rimase l'unico pilota ad aver vinto il mondiale per un marchio francese. Ed è tuttora l'unico ad aver vinto il mondiale su una vettura interamente costruita in Francia in quanto il team Renault dal 2002 ha sede in Inghilterra.
Per il 1970 la Matra, che anche per via dei rapporti industriali con la Chrysler e la SIMCA, insistette affinché si usassero i suoi motori V12 mentre Tyrrell e Stewart volevano mantenere i V8 Cosworth e la loro collaborazione con la Ford. Così per quell'anno, appoggiata finanziariamente dallo sponsor Elf, la Tyrrell abbandonò il marchio francese per comprare dei telai dalla March Engineering e mantenere i motori Cosworth; con la nuova March 701 - Cosworth, Stewart vinse subito a Jarama, ma fu ben presto evidente la schiacciante superiorità della nuova Lotus 72D pilotata da Jochen Rindt. Anche con la nuova Tyrrell 001 Cosworth, apparsa a fine campionato, Stewart non poté impedire a Rindt di vincere il mondiale (Rindt morì a Monza quell'anno ma vinse il titolo postumo grazie al grande vantaggio accumulato).

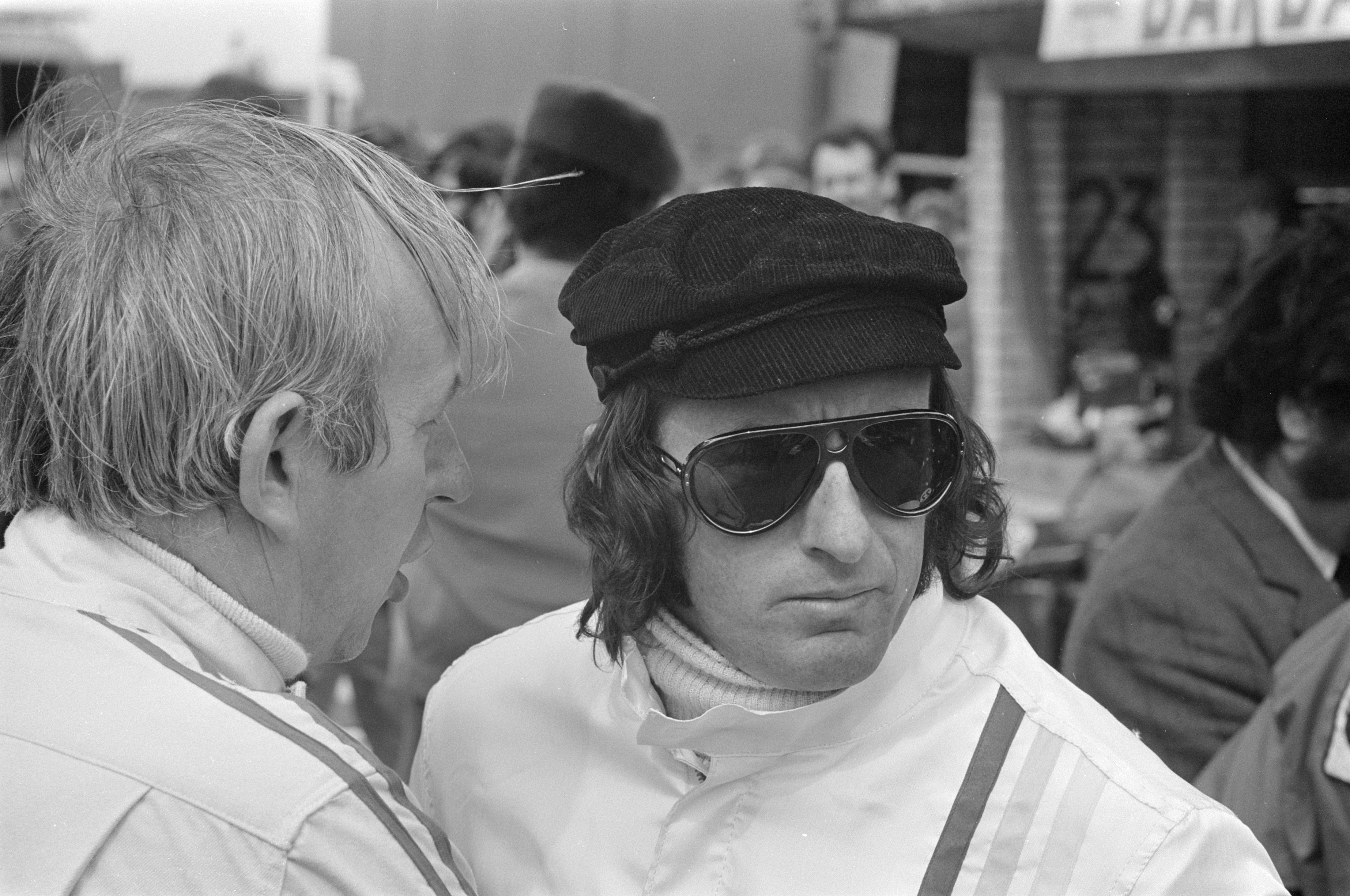
Stewart (a destra) nei box di Zandvoort, nel 1971, a colloquio con John Surtees.

Nonostante una stagione deludente, Stewart ebbe fiducia nella Tyrrell che per il 1971 sfornò la Tyrrell 003 - Cosworth con cui vinse in Spagna, Monaco, Francia, Gran Bretagna, Germania, e Canada e con cui si laureò campione del mondo per la seconda volta. Nello stesso anno partecipò anche al campionato Can-Am così come nel 1973. Per il 1972, dopo aver valutato un ritiro dalle corse a causa di una serie di problemi di salute dovuti ai frequenti viaggi e alla mononucleosi, continuò il suo impegno nel mondo dell'automobilismo, ma dovette saltare il GP di Nivelles e rinunciò a correre per la McLaren nel campionato Can-Am, tuttavia in F1 collezionò una serie di vittorie in Argentina, Francia, Stati Uniti e Canada che gli fecero concludere il campionato in seconda posizione dietro ad Emerson Fittipaldi.

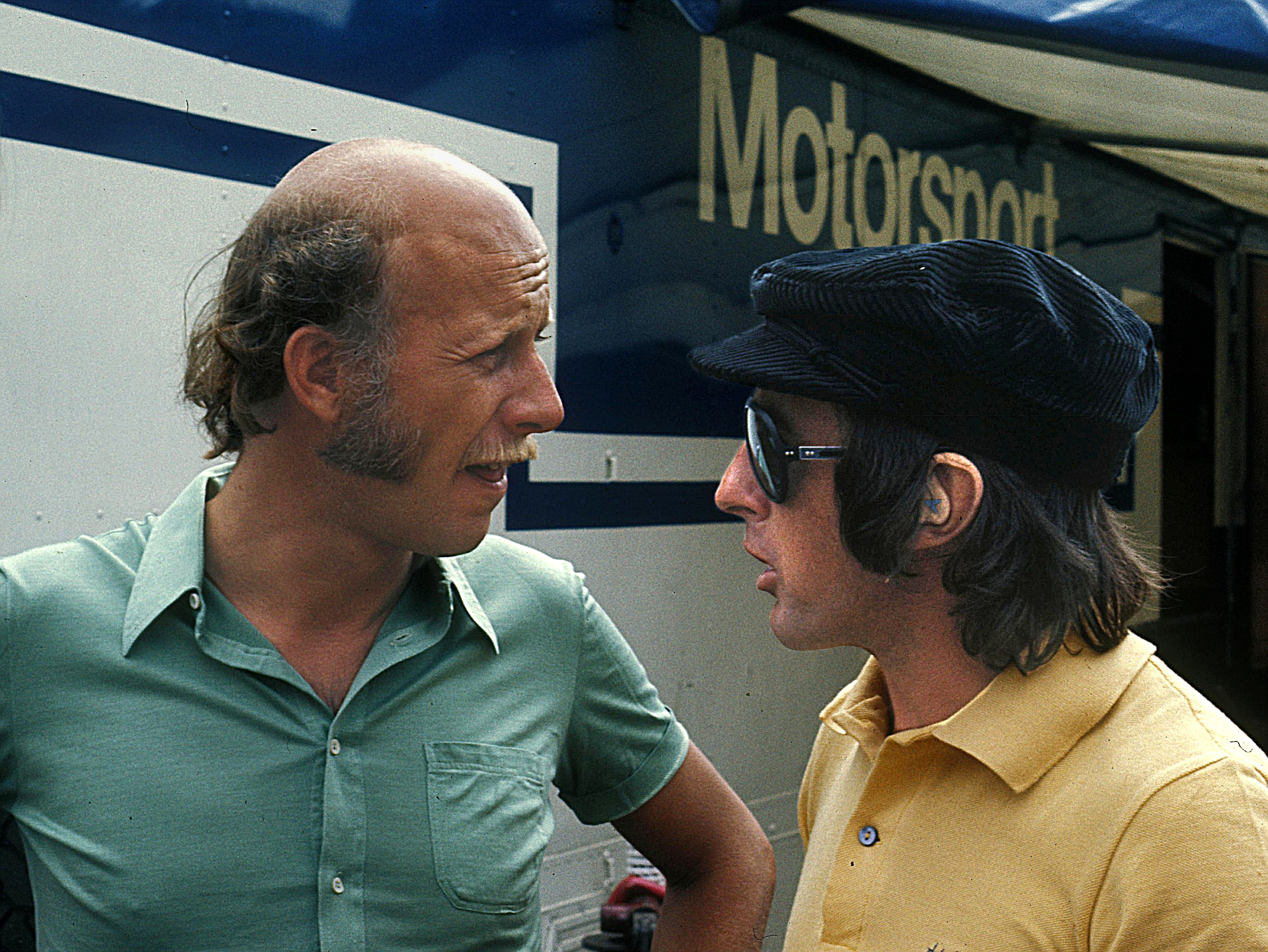
Stewart (a destra) con Michael Kranefuss al Nürburgring nel.

 Nello stesso anno corse anche nel Campionato Europeo Turismo con il compagno di squadra e talentuoso pilota François Cevert su una Ford Capri con cui arrivò secondo alla 6 ore del Paul Ricard.
Nel 1973 Stewart inizialmente battagliò per il titolo con Fittipaldi, ma col tempo riuscì a prendere il largo in classifica (anche grazie al calo di affidabilità della Lotus del brasiliano) e a vincere agevolmente il suo terzo mondiale, diventando il pilota britannico con più titoli nella storia della Formula 1 fino al 2017, con il quarto campionato vinto da Lewis Hamilton. Lo scozzese inoltre raggiunse quota 27 trionfi nei Gran Premi, superando il primato del connazionale Jim Clark (fermo a 25) e diventando il pilota con più vittorie nella storia della Formula 1 fino al Gran Premio del Portogallo 1987, quando venne superato da Alain Prost. Stewart, già all'inizio della stagione, aveva deciso in gran segreto di ritirarsi dalla Formula 1 alla fine dell'anno (confidò la sua decisione solamente a Ken Tyrrell) e in occasione dell'appuntamento finale della stagione, a Watkins Glen, avrebbe dovuto correre il suo centesimo Gran Premio in carriera, ma durante le qualifiche il suo compagno di squadra, François Cevert, suo grande amico, ebbe un terribile incidente che gli costò la vita. Stewart, distrutto dal dolore, decise così di non correre e mancare la sua centesima apparizione in una gara di Formula 1, per poi annunciare il suo ritiro definitivo dalle competizioni una settimana dopo la conclusione del mondiale.

### Consulente, commentatore e proprietario di un Team
In seguito divenne un consulente della Ford e uomo di rappresentanza di industrie di ogni tipo. Allo stesso tempo divenne un sostenitore di auto e circuiti più sicuri nella Formula Uno. Tra gli anni Settanta e Ottanta ha lavorato come commentatore per le televisioni americane e australiane. Nel 1997 Stewart ritornò in Formula 1 con la Stewart Grand Prix, come proprietario di scuderia in società con suo figlio, Paul, e la Ford. Il risultato migliore fu al Gran Premio di Monaco dello stesso anno dove Rubens Barrichello ottenne uno stupefacente secondo posto sotto la pioggia. L'affidabilità lasciava comunque molto a desiderare e molti risultati potenzialmente ottimi furono vanificati da rotture meccaniche come il secondo posto al Nurburgring.

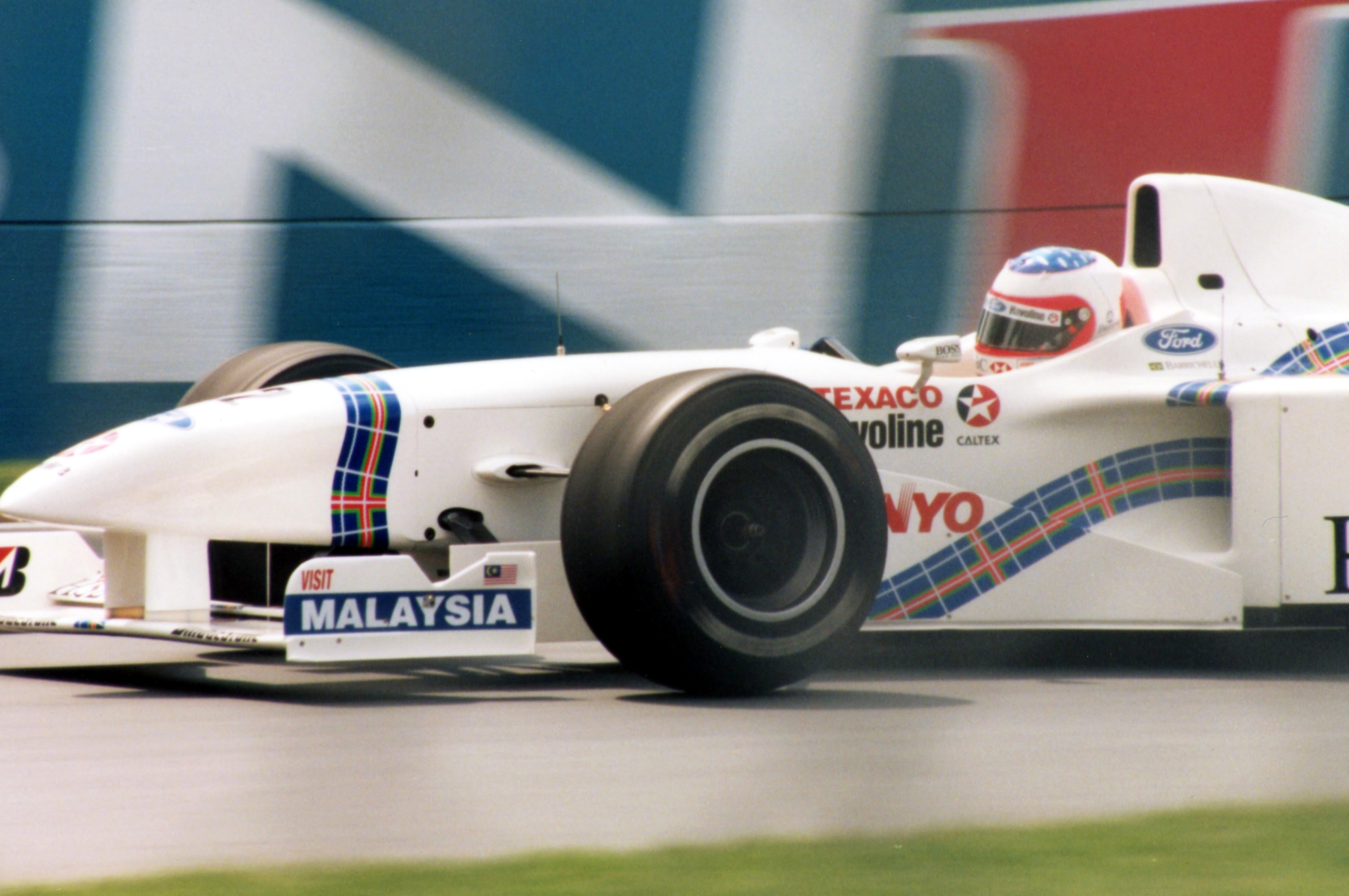
Rubens Barrichello sulla Stewart Grand Prix nel.

Il 1998 fu ancora peggio con solo 5 punti conquistati. Il 1999 vide una ritrovata competitività della vettura grazie ad un nuovo motore, Johnny Herbert vinse il GP d'Europa e Rubens Barrichello ottenne tre terzi posti e una pole position oltre a una gara da protagonista al GP del Brasile. La scuderia venne in seguito acquistata dalla Ford e divenne la Jaguar Racing nel 2000 che a sua volta sarebbe diventata la Red Bull Racing nel 2005. Stewart è diventato cavaliere nel 2001 ed è stato presidente dal 2000 al 2006 del British Racing Drivers' Club, associazione che gestisce il circuito di Silverstone e l'organizzazione del Gran Premio di Gran Bretagna di F1.

## L'impegno per una F1 più sicura
In occasione del Gran Premio del Belgio 1966, disputatosi sotto la pioggia, Stewart fu coinvolto in un incidente al primo giro. Non poteva uscire dalla vettura, perché il piantone dello sterzo deformato gli bloccava una gamba e non c'erano nelle vicinanze commissari di pista o strumenti adatti per estrarlo. Rimase intrappolato nell'abitacolo, con la tuta inzuppata di benzina proveniente dai serbatoi squarciatisi durante l'urto. Una qualsiasi scintilla avrebbe potuto provocare un incendio e arderlo vivo. Dopo che fu liberato, venne adagiato in furgone in attesa dell'ambulanza, che arrivò con notevole ritardo. Fu infine trasferito al pronto soccorso del circuito, dove venne medicato sul pavimento in mezzo a dozzine di mozziconi di sigaretta e sporcizia varia. In seguito, mentre veniva trasportato all'ospedale di Liegi, il conducente dell'ambulanza si perse per strada.

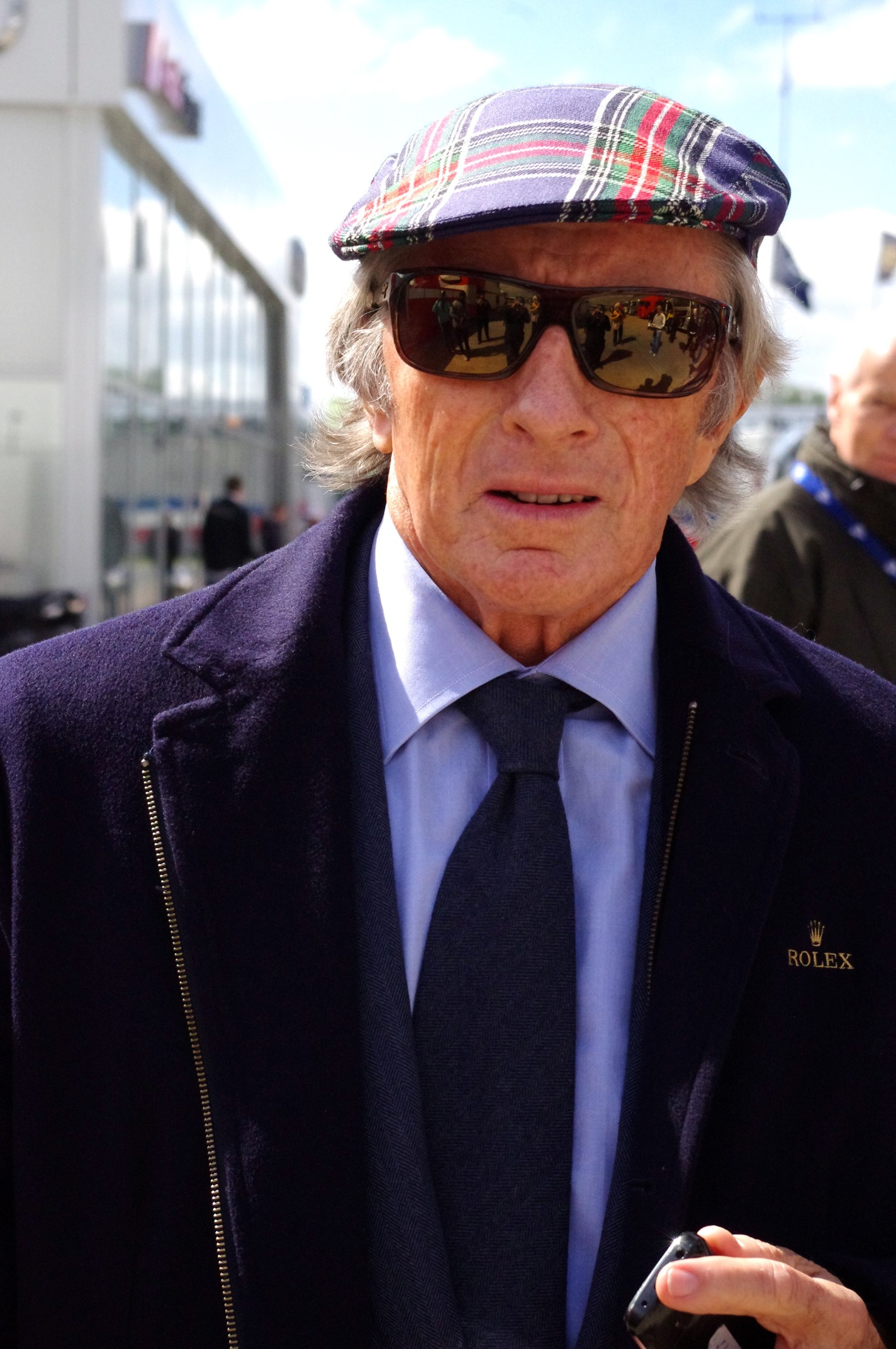
Jackie Stewart nel 2014

Questa serie di eventi gli fece capire che bisognava fare qualcosa per rendere l'automobilismo uno sport sicuro e divenne uno dei più attivi sostenitori della sicurezza nella F1. Queste le sue parole sull'incidente di Spa:
()
Aggiungendo che:
()
Appoggiato da Louis Stanley (capo della BRM), iniziò una campagna per migliorare i servizi di emergenza e per costruire delle barriere di sicurezza ai lati delle piste. Si fece assistere dal suo medico personale a ogni gran premio e a ogni gara metteva una chiave inglese nel suo abitacolo. Insistette perché si rendesse obbligatorio l'uso del casco integrale e delle cinture di sicurezza, dispositivi poi divenuti obbligatori. Allo stesso tempo pressava gli organizzatori dei gran premi perché modernizzassero i loro circuiti e invitava i suoi colleghi a boicottare le gare sui circuiti più pericolosi come Spa e il Nürburgring, almeno finché non fossero stati modernizzati e resi sicuri.
Le sue battaglie per una maggiore sicurezza non lo resero popolare tra gli organizzatori dei gran premi, i giornalisti e anche tra alcuni dei suoi colleghi. Ricorda Stewart:
Però le sue vittorie e la sua popolarità tra i tifosi fecero sì che il suo messaggio non rimanesse inascoltato. Nonostante il suo impegno, i suoi amici e colleghi continuavano a morire. Egli e sua moglie furono particolarmente toccati dalla morte del loro amico Piers Courage e, qualche mese più tardi, di Jochen Rindt che lasciava una giovane moglie e una figlia piccola.
Come lui ricorda:
()
Questi eventi drammatici lo convinsero a ritirarsi alla fine del 1973. Il colpo di grazia lo ebbe quando François Cevert, che non sapeva che l'anno successivo sarebbe stato prima guida della Tyrrell, morì durante le qualifiche del Gran Premio di Watkins Glen in un incidente, le cui dinamiche sono tuttora sconosciute. Stewart decise allora di non correre il Gran Premio e di ritirarsi con una gara di anticipo.

## Risultati completi in Formula 1
| 1965 | Scuderia | Vettura |   |   |   |   |   |   |     |   |     |     |  |  |  |  |  | Punti   | Pos. |
| ---- | -------- | ------- | - | - | - | - | - | - | --- | - | --- | --- |  |  |  |  |  | ------- | ---- |
| 1965 | BRM      | P261    | 6 | 3 | 2 | 2 | 5 | 2 | Rit | 1 | Rit | Rit |  |  |  |  |  | 33 (34) | 3º   |

| 1966 | Scuderia | Vettura    |   |     |  |     |   |   |     |     |     |  |  |  |  |  |  | Punti | Pos. |
| ---- | -------- | ---------- | - | --- |  | --- | - | - | --- | --- | --- |  |  |  |  |  |  | ----- | ---- |
| 1966 | BRM      | P261 e P83 | 1 | Rit |  | Rit | 4 | 5 | Rit | Rit | Rit |  |  |  |  |  |  | 14    | 7º   |

| 1967 | Scuderia | Vettura          |     |     |     |   |   |     |     |     |     |     |     |  |  |  |  | Punti | Pos. |
| ---- | -------- | ---------------- | --- | --- | --- | - | - | --- | --- | --- | --- | --- | --- |  |  |  |  | ----- | ---- |
| 1967 | BRM      | P83, P261 e P115 | Rit | Rit | Rit | 2 | 3 | Rit | Rit | Rit | Rit | Rit | Rit |  |  |  |  | 10    | 9º   |

| 1968 | Scuderia | Vettura    |     |  |  |   |   |   |   |   |     |   |   |   |  |  |  | Punti | Pos. |
| ---- | -------- | ---------- | --- |  |  | - | - | - | - | - | --- | - | - | - |  |  |  | ----- | ---- |
| 1968 | Matra    | MS9 e MS10 | Rit |  |  | 4 | 1 | 3 | 6 | 1 | Rit | 6 | 1 | 7 |  |  |  | 36    | 2º   |

| 1969 | Scuderia | Vettura     |   |   |     |   |   |   |   |   |     |     |   |  |  |  |  | Punti | Pos. |
| ---- | -------- | ----------- | - | - | --- | - | - | - | - | - | --- | --- | - |  |  |  |  | ----- | ---- |
| 1969 | Matra    | MS10 e MS80 | 1 | 1 | Rit | 1 | 1 | 1 | 2 | 1 | Rit | Rit | 4 |  |  |  |  | 63    | 1º   |

| 1970 | Scuderia | Vettura |   |   |     |     |   |   |     |     |     |   |     |     |     |  |  | Punti | Pos. |
| ---- | -------- | ------- | - | - | --- | --- | - | - | --- | --- | --- | - | --- | --- | --- |  |  | ----- | ---- |
| 1970 | Tyrrell  | 701 001 | 3 | 1 | Rit | Rit | 2 | 9 | Rit | Rit | Rit | 2 | Rit | Rit | Rit |  |  | 25    | 5º   |

| 1971 | Scuderia | Vettura   |   |   |   |    |   |   |   |     |     |   |   |  |  |  |  | Punti | Pos. |
| ---- | -------- | --------- | - | - | - | -- | - | - | - | --- | --- | - | - |  |  |  |  | ----- | ---- |
| 1971 | Tyrrell  | 001 e 003 | 2 | 1 | 1 | 11 | 1 | 1 | 1 | Rit | Rit | 1 | 5 |  |  |  |  | 62    | 1º   |

| 1972 | Scuderia | Vettura        |   |     |     |   |  |   |   |    |   |     |   |   |  |  |  | Punti | Pos. |
| ---- | -------- | -------------- | - | --- | --- | - |  | - | - | -- | - | --- | - | - |  |  |  | ----- | ---- |
| 1972 | Tyrrell  | 003, 004 e 005 | 1 | Rit | Rit | 4 |  | 1 | 2 | 11 | 7 | Rit | 1 | 1 |  |  |  | 45    | 2º   |

| 1973 | Scuderia | Vettura   |   |   |   |     |   |   |   |   |    |   |   |   |   |   |    | Punti | Pos. |
| ---- | -------- | --------- | - | - | - | --- | - | - | - | - | -- | - | - | - | - | - | -- | ----- | ---- |
| 1973 | Tyrrell  | 005 e 006 | 3 | 2 | 1 | Rit | 1 | 1 | 5 | 4 | 10 | 1 | 1 | 2 | 4 | 5 | NP | 71    | 1º   |

| Legenda | 1º posto     | 2º posto | 3º posto    | A punti         | Senza punti/Non class.  | Grassetto – Pole position Corsivo – Giro più veloce |
| Legenda | Squalificato | Ritirato | Non partito | Non qualificato | Solo prove/Terzo pilota | Grassetto – Pole position Corsivo – Giro più veloce |

## Riconoscimenti
- Indianapolis 500 Rookie of the Year nel 1966
- Hawthorn Memorial Trophy nel 1969, 1971, 1972 e 1973
- Segrave Trophy del Royal Automobile Club nel 1973
- Sportsman of the Year per Sports Illustrated nel 1973
- BBC Sports Personality of the Year nel 1973
- Inserito nella International Motorsports Hall of Fame nel 1990
- John Bolster Award nel 1999
- Gregor Grant Award nel 2010
- Inserito nella Indianapolis Motor Speedway Hall of Fame